# Lomaptera meeki
Lomaptera meeki är en skalbaggsart som beskrevs av Valck Lucassen 1961. Lomaptera meeki ingår i släktet Lomaptera och familjen Cetoniidae. Inga underarter finns listade i Catalogue of Life.